# Hanover (Ohio)

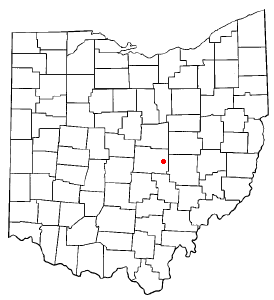
Hanover na planie Ohio

Hanover – wieś w USA, w hrabstwie Licking, w stanie Ohio. Pierwszym burmistrzem Hanoveru był Michael Arter.
W roku 2010, 29,3% mieszkańców było w wieku poniżej 18 lat, 6,9% było w wieku od 18 do 24 lat, 23,7% miało 25 do 44 lat, 26,3% miało od 45 do 64 lat, a 13,8% było w wieku 65 lat lub starszych. We wsi było 51,8% mężczyzn i 48,2% kobiet.
Liczba mieszkańców w 2010 roku wynosiła 921, a w 2012 wynosiła 1 002.